# Herrarnas lagtävling i tempolopp i landsvägscykling vid olympiska sommarspelen 1976
Herrarnas lagtempolopp i landsvägscykling vid olympiska sommarspelen 1976 ägde rum den 18 juli 1976 i Montréal.

## Medaljörer
| Event                  | Guld                                                                              | Silver                                                                      | Brons                                                      |
| Herrarnas lagtempolopp | Sovjetunionen Aavo Pikkuus Valerij Tjaplygin Anatolij Tjukanov Vladimir Kaminskij | Polen Ryszard Szurkowski Tadeusz Mytnik Mieczysław Nowicki Stanisław Szozda | Danmark Jørn Lund Verner Blaudzun Gert Frank Jørgen Hansen |

## Resultat
| Placering | Cyklister                                                                                 | Lag             | Tid     |
| --------- | ----------------------------------------------------------------------------------------- | --------------- | ------- |
| 1         | Anatolij Tjukanov Valerij Tjaplygin Vladimir Kaminskij Aavo Pikkuus                       | Sovjetunionen   | 2:08,53 |
| 2         | Tadeusz Mytnik Mieczysław Nowicki Stanisław Szozda Ryszard Szurkowski                     | Polen           | 2:09,13 |
| 3         | Verner Blaudzun Gert Frank Jørgen E. Hansen Jørn Lund                                     | Danmark         | 2:12,20 |
| 4         | Hans-Peter Jakst Olaf Paltian Friedrich Von Loeffelholz Peter Weibel                      | Västtyskland    | 2:12,35 |
| 5         | Petr Buchacek Petr Matousek Milan Puzrla Vladimir Vondracek                               | Tjeckoslovakien | 2:12,56 |
| 6         | Paul Carbutt Philip Griffiths Dudley Hayton William Nickson                               | Storbritannien  | 2:13,10 |
| 7         | Tord Filipsson Bernt Johansson Sven-Åke Nilsson Tommy Prim                                | Sverige         | 2:13,13 |
| 8         | Stein Brathen Geir Digerud Arne Klavenes Magne Orre                                       | Norge           | 2:13,17 |
| 9         | Ian Chandler Remo Sansonetti Sal Sansonetti Clyde Sefton                                  | Australien      | 2:13,43 |
| 10        | Joachim Hartnick Dietrich Diers Gerhard Lauke Michael Schiffner                           | Östtyskland     | 2:14,39 |
| 11        | Carmelo Barone Vito Da Ros Gino Lori Dino Porrini                                         | Italien         | 2:14,50 |
| 12        | Stoyan Bobekov Gheorghi Fortounov Ivan Popov Nedialko Stojanov                            | Bulgarien       | 2:15,07 |
| 13        | Alfons De Wolf Dirk Heirweg Frank Hoste Daniel Willems                                    | Belgien         | 2:16,08 |
| 14        | Gregorio Arencibia Carlos Cardet Jorge Gomez Raul Vazquez                                 | Kuba            | 2:17,00 |
| 15        | Roman Humenberger Leopold Karner Rudolf Mitteregger Johann Summer                         | Österrike       | 2:17,06 |
| 16        | Marc Blouin Brian Chewter Tom Morris Serge Proulx                                         | Kanada          | 2:17,15 |
| 17        | Arend Hassink Godeerfeed Pirard Adrianus Van Houwelingen Alphons Van Katwijk              | Nederländerna   | 2:18,46 |
| 18        | José Castaneda Ceferino Estrada Francisco Huerta Rodolfo Vitela                           | Mexiko          | 2:18,48 |
| 19        | John Howard Wayne Stetina Marc Thompson Alan Kingsbery                                    | USA             | 2:18,53 |
| 20        | Claude Buchon Loic Gautier Jean Paul Maho Jean-Michel Richeux                             | Frankrike       | 2:19,43 |
| 21        | Jesus Escalona Justo Galaviz José Ollarves Serafino Silva                                 | Venezuela       | 2:23,37 |
| 22        | Osvaldo Benvenuti Osvaldo Frosasco Juan C. Haedo Raul L. Labbate                          | Argentina       | 2:24,48 |
| 23        | Luis C. Manrique Corzo Alvaro Pachon Morales Cristobal Perez Leal Julio A. Rubiano Pachon | Colombia        | 2:24,55 |
| 24        | Hassan Aryanfar Khosrow Haghgosha G. H. Kouhi Asghar Khodayari-Bavil                      | Iran            | 2:28,25 |
| 25        | Panya Dinmuong Chartchai Juntrat Sucheep Likitrak Prajin Rungrote                         | Thailand        | 2:35,03 |
| 26        | Chan Fai-Lui Chan Lam-Hams Kwong Chi-Yan Tang Kam-Man                                     | Hongkong        | 2:39,43 |
| 27        | Miguel Espinoza David lornos Hamblin Gonzalez Manuel Largaespada                          | Nicaragua       | 2:51,23 |
| 28        | Joseph Kono Maurice Moutat Henri Mveh Nicolas Owona                                       | Kamerun         | DNF     |
| 29        | Jean-Pierre llboudo Prosper Nikiema Youssouf Pakmagdo Souleymane Rabdo                    | Övre Volta      | FOR     |
| 29        | Hizkias Fisseha Zergabr Gebrehiwot Hailemicael Kedir Ashenafi Woldegiorgis                | Etiopien        | FOR     |
| 29        | Semekono Doke Ouradoba Leodo Mensah Thompson Koffi Woamekpo                               | Togo            | FOR     |